# Třída Wittelsbach
Třída Wittelsbach byla lodní třída predreadnoughtů Kaiserliche Marine. Celkem bylo postaveno pět jednotek této třídy. Do služby byly přijaty v letech 1902–1904. Všech pět lodí bylo na počátku první světové války v aktivní službě. Během války byly převedeny k pomocným úkolům.

## Stavba
Celkem bylo postaveno pět jednotek této třídy. Do jejich stavby se zapojily loděnice Kaiserliche Werft Wilhelmshaven ve Wilhelmshavenu, Schichau-Werke v Danzigu, Germaniawerft v Kielu a AG Vulcan Stettin v Hamburku.
Jednotky třídy Wittelsbach:
| Jméno       | Loděnice                        | Založení kýlu | Spuštěna          | Vstup do služby | Status |
| ----------- | ------------------------------- | ------------- | ----------------- | --------------- | --- |
| Wittelsbach | Kaiserliche Werft Wilhelmshaven | 1899          | 3. července 1900  | 15. října 1902  | Od roku 1916 cvičná a depotní loď minolovek. Sešrotována 1921. |
| Wettin      | Schichau-Werke                  | 1899          | 6. června 1901    | 1. října 1902   | Od roku 1916 cvičná a depotní loď minolovek. Sešrotována 1921. |
| Zähringen   | Germaniawerft                   | 1899          | 12. června 1901   | 25. října 1902  | Od roku 1916 cvičná loď. Od roku 1917 cílová loď. Po válce vyřazena. Roku 1926 modernizována na rádiem řízenou cílovou loď. Roku 1944 v Gdyni potopena náletem. Po vyzvednutí podruhé potopena k zablokování přístavu. Po válce sešrotována. |
| Schwaben    | Kaiserliche Werft Wilhelmshaven | 1900          | 19. srpna 1901    | 13. dubna 1904  | Od roku 1916 cvičná loď. Sešrotována 1921. |
| Mecklenburg | AG Vulcan Stettin               | 1900          | 9. listopadu 1901 | 25. června 1903 | Od roku 1916 vězeňská loď. Sešrotována 1921. |

## Konstrukce

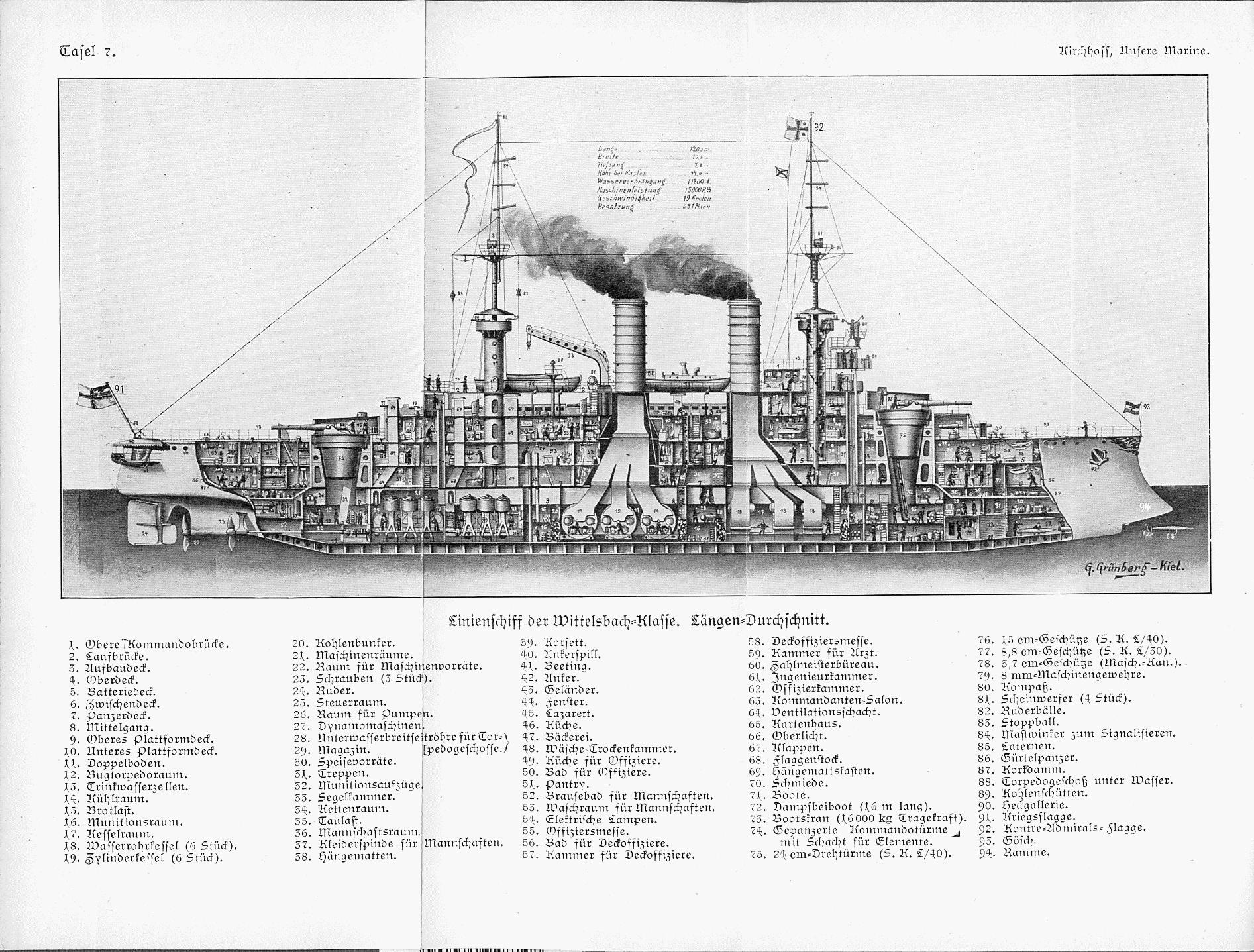
Průřez bitevní lodí třídy Wittelsbach

Koncepčně lodi navazovaly na třídu Kaiser Friedrich III. Hlavní výzbroj tvořily čtyři 240mm kanóny ve dvouhlavňových věžích. Sekundární ráži zastupovalo osmnáct 150mm děl (čtyři v jednohlavňových věžích, zbytek v kasematách), které doplňovalo dvanáct 88mm děl a šest 450mm torpédometů. Pohonný systém tvořilo dvanáct kotlů a tři parní stroje s trojnásobnou expanzí o výkonu 14 000 hp, pohánějící tři lodní šrouby. Nejvyšší rychlost dosahovala 17,5 uzlu. Dosah byl 5000 námořních mil při rychlosti 10 uzlů.

## Osudy

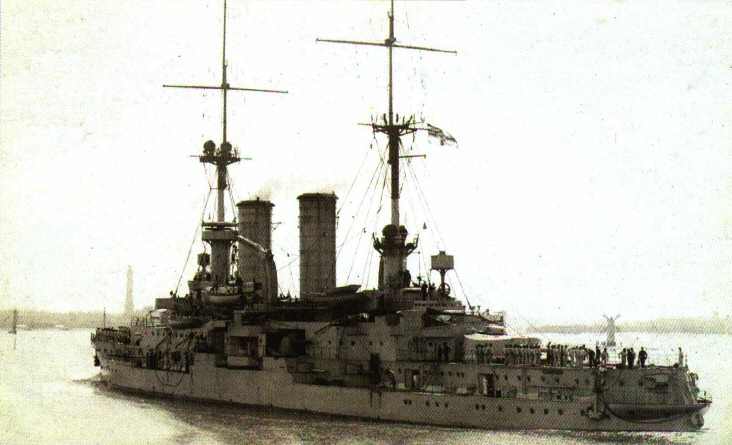
Wittelsbach

Všech pět lodi bylo na počátku první světové války v aktivní službě. Byly součástí německého Širokomořského loďstva, konkrétně 4. eskadry viceadmirála Erhardta Schmidta. Operovaly v Baltském moři. V letech 1915–1916 byly jednotlivé lodě, kvůli zastaralosti a nedostatku personálu, převedeny k pomocným úkolům. Wittelsbach, Wettin, Schwaben a Mecklenburg byly sešrotovány nedlouho po válce. Pouze Zähringen německé námořnictvo používalo nadále jako cílovou loď a potopen byl až na sklonku druhé světové války.